# Ancita antennata
Ancita antennata är en skalbaggsart som först beskrevs av Francis Polkinghorne Pascoe 1865.  Ancita antennata ingår i släktet Ancita och familjen långhorningar. Inga underarter finns listade i Catalogue of Life.